# نیلز جانسون
نیلز جانسون (انگلیسی: Nils Janson؛ زادهٔ ۱۰ مه ۱۹۷۸) موسیقی‌دان جاز، آهنگ‌ساز و نوازنده ترومپت اهل سوئد است. وی همچنین برای موسیقی هایی در سبک پاپ و لاتین هم آهنگسازی کرده است.